# گنومریک
گنومریک (به انگلیسی: Gnumeric) یک برنامه صفحه گسترده است که بخشی از پروژه دسک تاپ نرم‌افزار رایگان گنوم است. نسخه گنومریک ۱٫۰ در ۳۱ دسامبر ۲۰۰۱ منتشر شد. گنومریک به عنوان نرم‌افزار رایگان تحت مجوز GNU GPL توزیع می‌شود. این برنامه برای جایگزینی برنامه‌های صفحه گسترده اختصاصی مانند اکسل مایکروسافت در نظر گرفته شده‌است. گنومریک توسط میگل د ایکازا ایجاد و توسعه یافته‌است اما او از آن زمان به پروژه‌های دیگر نقل مکان کرده‌است. نگهدارنده تا تاریخ ۲۰۰۲ جودی گلدبرگ بود.

## امکانات
گنومریک توانایی وارد کردن و صدور داده‌ها در چندین قالب فایل از جمله CSV، اکسل مایکروسافت (نوشتن پشتیبانی برای قالب جدیدتر .xlsx ناقص است)، صفحات گسترده Microsoft Works (.wks)، HTML، LaTeX , Lotus 1-2-3، OpenDocument و Quattro Pro؛ قالب اصلی آن قالب فایل Gnumeric (.gnm یا .gnumeric) است، یک فایل XML فشرده شده با gzip. بسیاری از توابع منحصر به فرد برای گنومریک. جداول محوری و ماکروهای Visual Basic برای برنامه‌ها هنوز پشتیبانی نمی‌شوند.
دقت گنومریک به آن کمک کرده‌است تا جایگاهی برای تجزیه و تحلیل آماری و سایر کارهای علمی ایجاد کند. برای بهبود دقت گنومریک، توسعه دهندگان با پروژه R همکاری می‌کنند.
گنومریک رابطی برای ایجاد و ویرایش نمودارهای متفاوت از سایر نرم‌افزارهای صفحه گسترده دارد. برای ویرایش نمودار، گنومریک پنجره ای را نشان می‌دهد که در آن تمام عناصر نمودار ذکر شده‌است. سایر برنامه‌های صفحه گسترده معمولاً به کاربر نیاز دارد تا عناصر جداگانه نمودار موجود در نمودار را برای ویرایش آنها انتخاب کند.